# اندرای علیا
اندرای علیا یک منطقهٔ مسکونی در ایران است که در شهرستان شهربابک استان کرمان واقع شده‌است. اندرای علیا ۱۴۴ نفر جمعیت دارد.

## جمعیت
این روستا در دهستان مدوارات قرار دارد و براساس سرشماری مرکز آمار ایران در سال ۱۳۸۵، ۱۴۴ نفر (۳۹ خانوار) جمعیت داشته‌است.